# Dieta federal

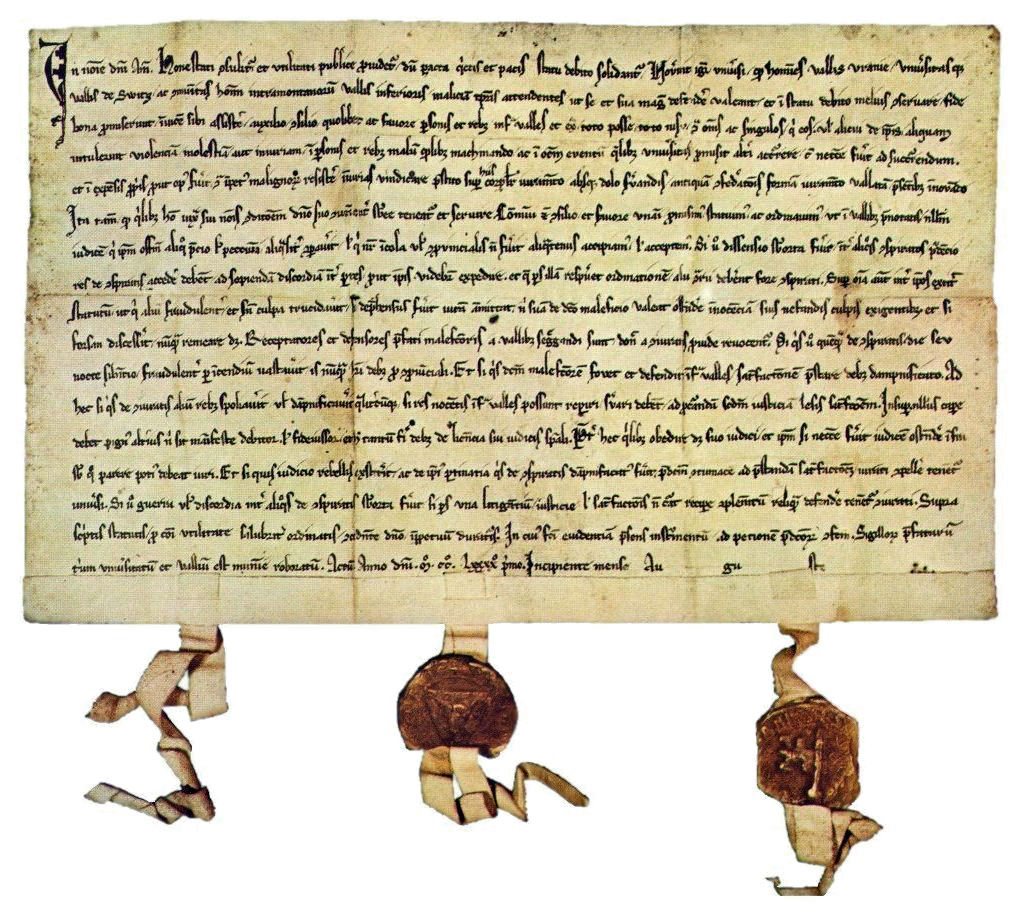
Pacto federal de 1291

A Dieta federal, como é conhecida a Dieta da Confederação Suíça, é até 1848 a assembleia dos deputados dos cantões suíços.

## Papel
O papel principal da Dieta, que se reunia várias vezes ao ano, era o único orgão central da Confederação, é importante pelo facto de na sua estrutura, na sua maneira de agir, nos debates que suscita a sua  reforma reflecte-se  o problema fundamental da relação entre a soberania federal e a cantonal .

## Até 1798
De início, a Dieta deve ter respondido às obrigações de assistência e arbitragem previstos pelos pactos de aliança. Como orgão central a sua acção precisa-se quando teve de governar as disputas comuns.
Nos fins do século XVII, é a política com o estrangeiro e a economia interna que a Dieta actua com maior coerência  .

## República helvética
No tempo da República Helvética, a Constitution de la Malmaison (1801), de Napoleão Bonaparte recria uma nova Dieta, que é composta por 102 membros,mas uma vez reunidos em Berna em 1801 recusam as exigências de Bonaparte e da Constitution de la Malmaison que foi imediatamente dissolvida. A segunda Constituição helvética (1802) previa uma Dieta helvética que nunca se reuniu. Em contrapartida uma Dieta federal segundo os antigos moldes reuniu-se em Schwytz que foi rapidamente suspensa por ordem de Napoleão  .

## A longa Dieta
A Longa Dieta reuniu-se em Zurique de 6 de abril de 1814 a 31 de agosto de 1815 que admitiram na confederação o cantão de Neuchâtel, o cantão do Valais e o cantão de Genebra. Pressionados pelos aliados da Segunda Guerra Mundial, elaboram e adoptam solenemente o pacto federal de 1815 que o Congresso de Viena garante ao mesmo tempo que reconhece a  neutralidade da Suíça .

## Restauração e Regeneração

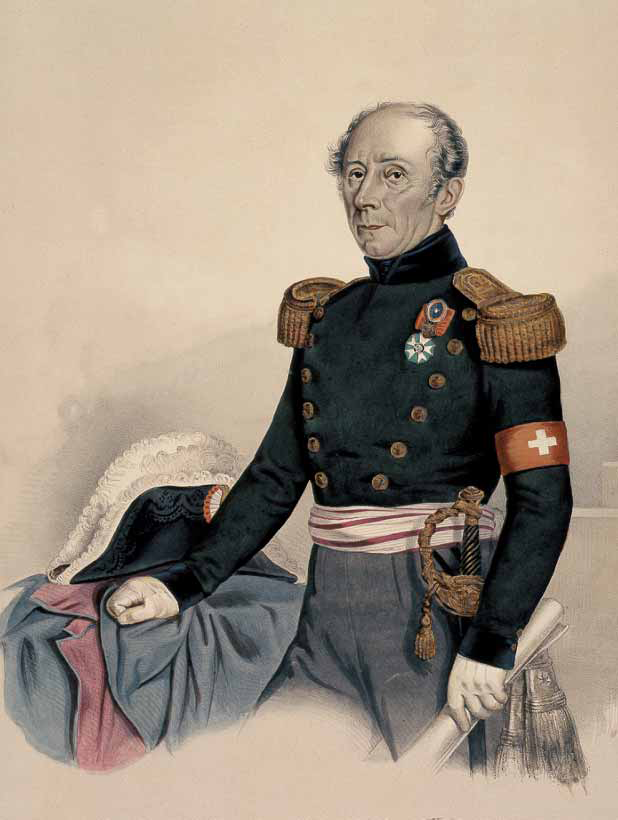
Guillaume-Henri Dufour

A Dieta do pacto federal era composta por vinte e dois cantões iguais em direito, e que se reuniam por períodos de dois anos seguidos em Lucerna, Berna e Zurique. O Pacto federal com quinze artigos que regiam unicamente o essencial, atribuía à Dieta a política estrangeira e os os militares. Entre os grandes problemas que tem que tratar, há os dos refugiados, o da política das fronteiras e as estradas, mas se consegue regularizar os conflitos diocesanos não consegue que o problema dos conventos de Argóvia - acusados que são os conservadores católicos de se rebelarem contra a ordem do Grande Conselho de suprimir a paridade dos actos legislativos e a existência desses conventos - que se termina com a Guerra de Sonderbund. O General Dufour, de Genebra, teve um eminente papel de moderador nesta guerra que sem ele teria tido consequências bem mais graves 